# Білорибиця
Білори́биця звичайна (Stenodus leucichthys) — цінна промислова риба родини лососевих. За даними МСОП вид вважається зниклим у природі, але зберігається в аквакультурі..

## Характеристика
Має великий рот з виступаючою нижньою щелепою і високий спинний плавець. Зазвичай має сріблясте забарвлення з зеленою, блакитною або коричневою спиною. М'ясо біле, пластівчасте, іноді жирне. Дорослі риби важать 14-25 кг, завдовжки до 1,2 м. На першому році життя живиться планктоном, потім переходить до живлення дрібними рибами.
Білорибиця — прохідна риба: вона нагулюється в морі, а для розмноження заходить в річки.

## Ареал і статус
В Євразії ареал охоплює Каспійське море, басейни Волги, Уралу і Терека. На нерест навесні мігрує до 3000 км вгору проти течії. Завдяки розбудові гребель, гідроелектростанцій і водосховищ, міграції стали неможливими, тому вид, за даними МСОП, вважається зниклим у природі. Однак популяція підтримується виключно штучно, розводиться за допомогою інкубації.

## Таксономія
Як альтернатива, Stenodus leucichtys вважають видом у широкому сенсі (sensu lato), який містить два підвиди. Крім Stenodus leucichthys leucichthys, який водиться у внутрішніх водах, інший підвид — нельма, Stenodus leucichthys nelma (Pallas, 1773) — поширений у азійських та північноамериканських річках Арктичного басейну. Наразі нельма вважається окремим видом Stenodus nelma.
Stenodus є філогенетично близькими до сигів (Coregonus), від яких відрізняється типовою для хижих риб морфологією.